# Bernard I. (La Marche)
Bernard I. († vor 1047) war ein Graf von La Marche aus dem Haus Périgord. Er war ein Sohn des Grafen Aldebert I. von La Marche-Périgord und der Almodis von Limoges.
Weil er beim Tod des Vaters 997 noch unmündig war, übernahm zunächst sein Onkel Boson II. dessen Besitzungen. Nachdem dieser um 1005 gestorben war, konnte Bernard die Herrschaft in La Marche antreten, während Périgord bei den Nachkommen Bosons verblieb.
Bernard führte eine Fehde gegen Amalrich I. von Rancon, der sein Lehen Civray besetzt hielt. Zu diesem Zweck verbündete er sich mit Herzog Wilhelm V. von Aquitanien und Hugo IV. von Lusignan. Letzterem erkannte er den Anspruch auf ein Viertel der Burg von Civray an und nahm dafür auch den Lehnseid entgegen. Nachdem Civray aber befreit worden war, konnte Bernard mit der Unterstützung der Bevölkerung die ganze Burg besetzen. Damit machte er sich nun Hugo IV. von Lusignan zum Feind, weshalb er sich gegen ihn nun mit Amalrich von Rancon verbündete. Die Fehde wurde mit der Verheiratung von Bernards Tochter mit dem Erben von Lusignan beigelegt.
Bernards Todesjahr ist unbekannt, im Jahr 1047 wird sein ältester Sohn erstmals urkundlich als Graf von La Marche erwähnt. Mit seiner Frau Amelie hatte er mehrere Kinder:
- Aldebert II. († 1088), Graf von La Marche
- Odo I., Graf von La Marche
- Almodis († 16. Oktober 1071, ermordet), ⚭ (1) Hugo V. von Lusignan, ⚭ (2) Graf Pons von Toulouse, ⚭ (3) Graf Raimund Berengar I. von Barcelona
- Raingarde, ⚭ Graf Peter Raimund von Carcassonne
- Lucie († nach 1090), ⚭ Graf Artaldo von Pallars